# ارتش انيمي
العدو اللدود هي فرقةٌ موسيقيةٌ سويدية لموسيقى الديث ميتال، من مدينة هالمستاد في السويد، وتم تشكيلها في عام 1996. تأسست الفرقة على يد عازفِ جيتار فرقة كاركاس مايكل آيموط، واشترك معه في ذلك يوهان ليفا، حيث كان الاثنان أعضاء في فرقة الديث ميتال واسعة النفوذ كارنيدج. أصدرت فرقة «العدو اللدود» سبعة ألبومات استوديو، وألبوما مباشرا اسمه (بيرنينج جابان لايف 1999)، واسطوانتا دي في دي، وثلاثة أغنياتٍ مطولة. كان مغني الفرقة الرئيسي يوهان ليفا؛ ولكنه استبدل بواسطة أنجيلا جوسو كمغنيةٍ رئيسيةٍ في عام 2000.

## روابط خارجية
- ارتش انيمي على موقع ميوزك برينز (الإنجليزية)
- ارتش انيمي على موقع أول ميوزيك (الإنجليزية)
- ارتش انيمي على موقع ديسكوغز (الإنجليزية)